# 格雷厄姆水道
64°24′S 61°31′W / 64.400°S 61.517°W

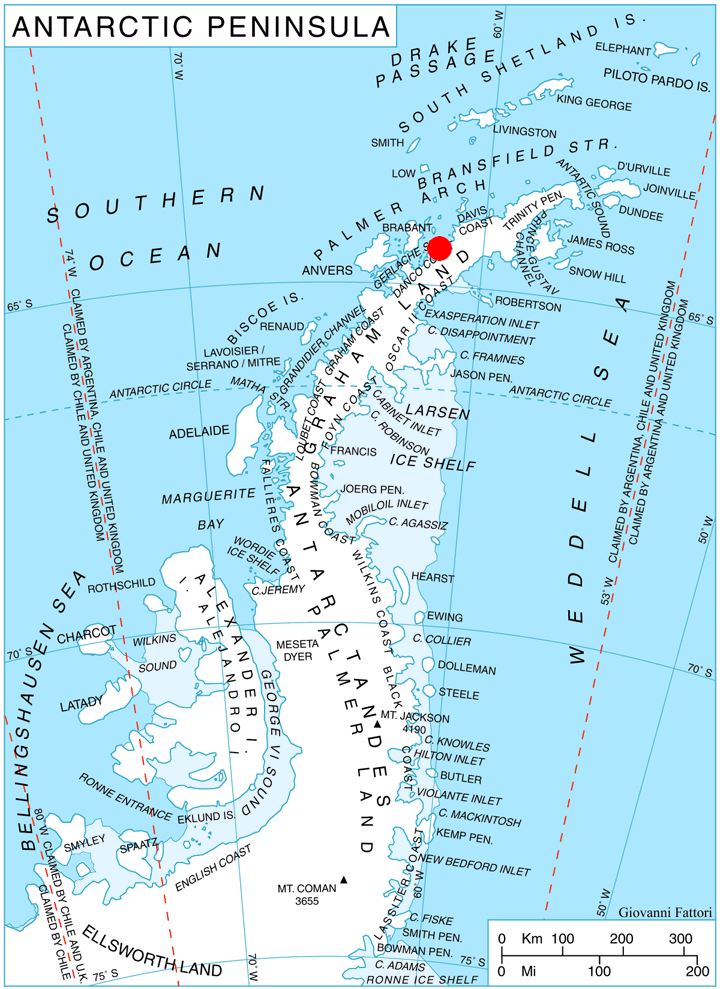

格雷厄姆水道是南極洲的水道，位於葛拉漢地西岸，處於穆雷島和帕福爾半島之間，阿加利納冰川注入該水道，現時由南極條約體系管理。